# Аначкаси
Аначка́си (рос. Аначкасы, чув. Аначкасси) — присілок у складі Чебоксарського району Чувашії, Росія. Входить до складу Яниського сільського поселення.
Населення — 53 особи (2010; 76 у 2002).
Національний склад:
- чуваші — 98 %